# Johannes Cornelis van Essen
Johannes (Jan) Cornelis van Essen (Amsterdam, 25 januari 1854 – Scherpenzeel, 23 mei 1936) was een Nederlands graficus, illustrator en kunstschilder. Hij staat bekend om de schilderijen en tekeningen die hij maakte van dieren. Deze maakte hij veelal in dierentuin Artis in zijn woonplaats Amsterdam.

## Levensloop
Van Essen was een leerling van Petrus Franciscus Greive en Hendrik Valkenburg. In zijn beginperiode schilderde hij voornamelijk portretten en landschappen. Vanaf ongeveer 1885 gebruikte hij veelal dieren als zijn onderwerp. Hij zou daarmee zijn begonnen nadat hij geïnspireerd was geraakt door de Engelse dierenschilder en beeldhouwer John Macallan Swan. Tot 1890 heeft hij in Amsterdam gewoond. Hij was in deze periode een zeer regelmatige bezoeker van dierentuin Artis, waar de dieren het onderwerp vormden van zijn schilderijen. Vooral leeuwen en grote vogelsoorten leken zijn voorkeur te hebben. Zijn werk is terug te vinden in onder andere het Teylers Museum, het Stedelijk Museum Amsterdam, het Rijksmuseum Amsterdam en Artis. Na 1890 verhuisde Van Essen naar Scherpenzeel.

## Verenigingen
- Arti et Amicitiae, Amsterdam. Vanaf 1889 werkzaam als 2e secretaris
- Gezelschap M.A.B., Amsterdam
- Pulchri Studio, Den Haag

## Prijzen
In 1906 ontving hij de Koninklijke Medaille ter beschikking gesteld door koningin Wilhelmina.

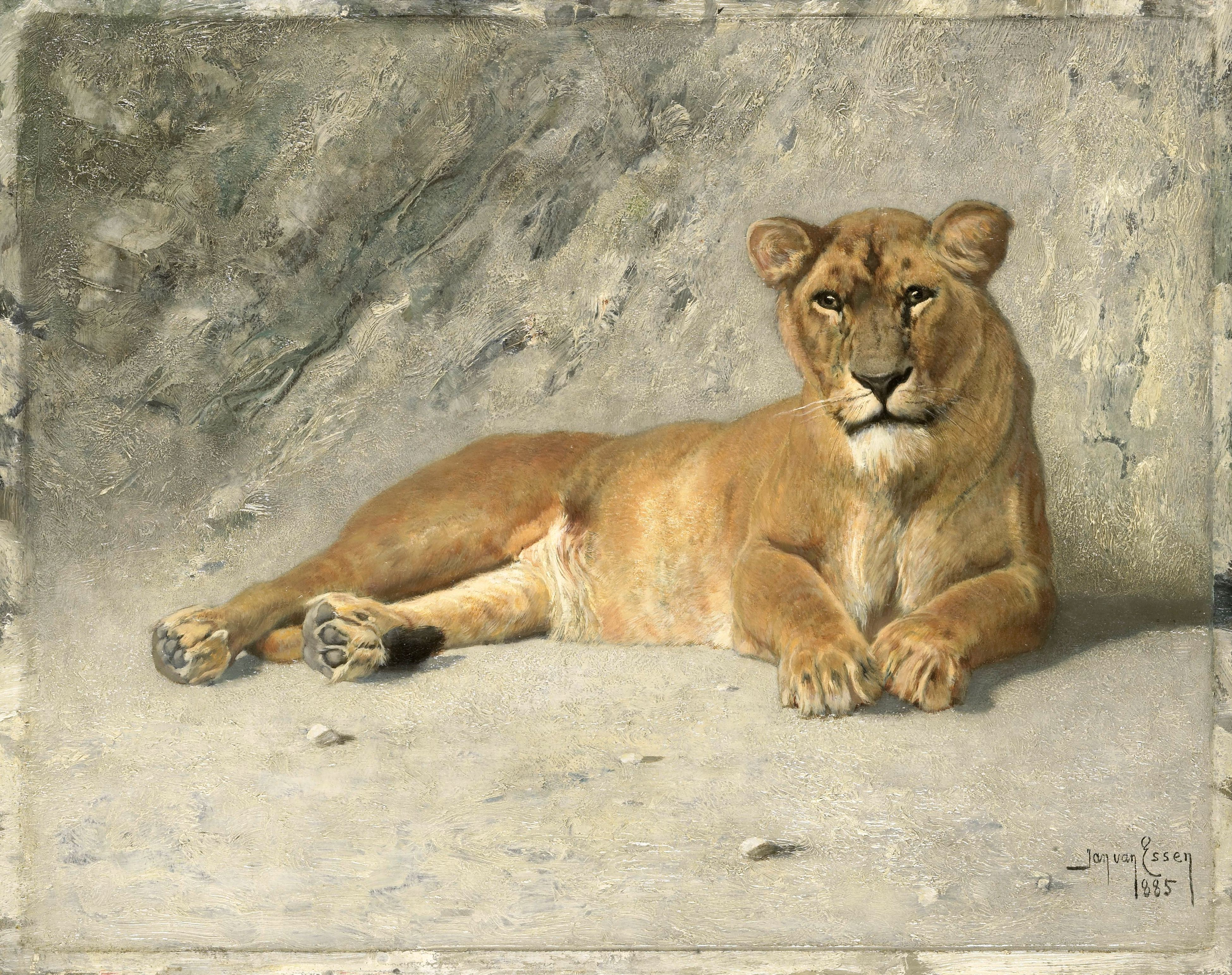
Een liggende leeuwin, voor een steil oplopende achtergrond

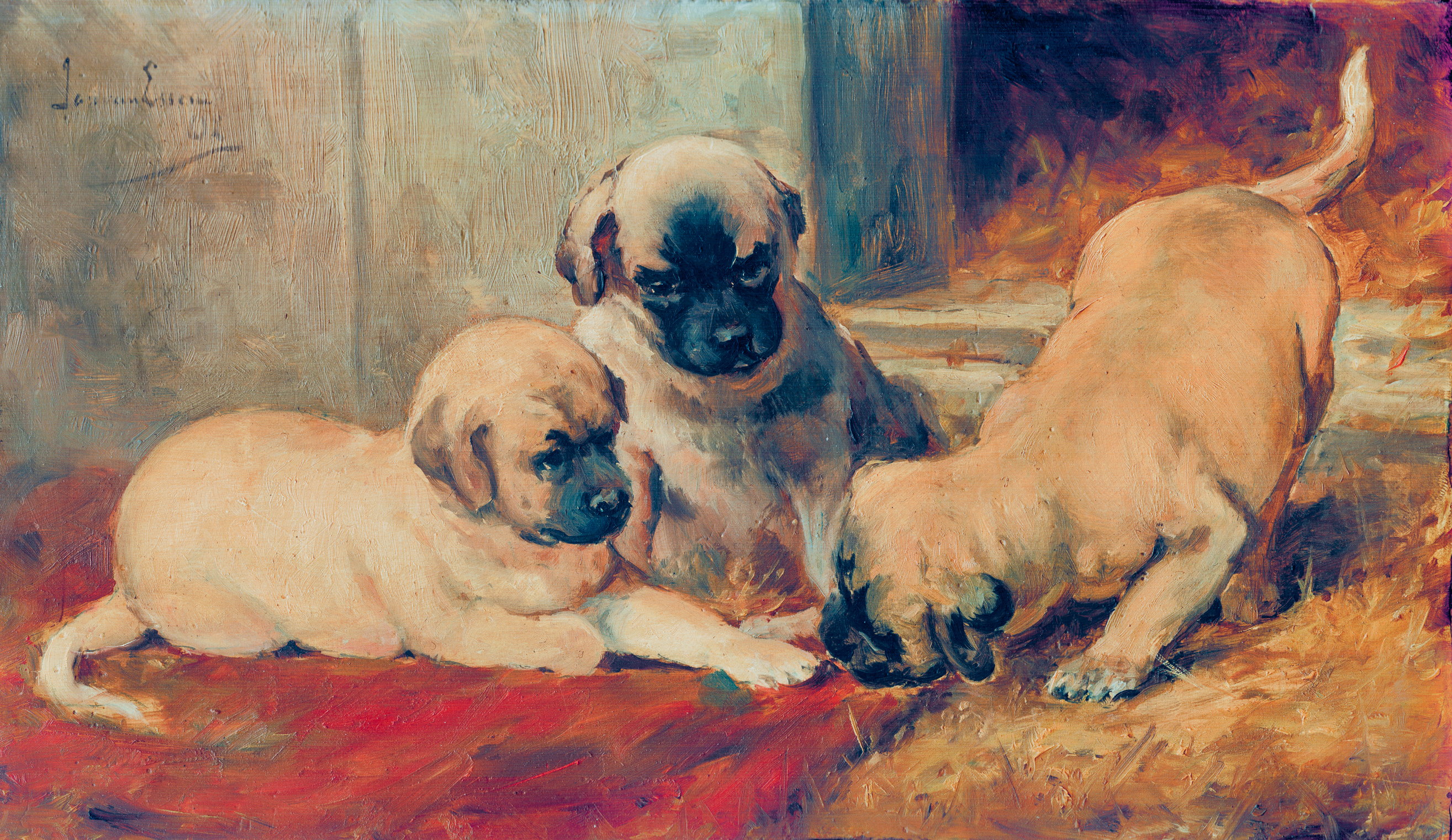
Spelende mastiffpuppy's

- Biografisch Portaal: 04732294
- Gemeinsame Normdatei: 1036714934
- International Standard Name Identifier: 0000 0000 6933 4720
- RKD-Nederlands Instituut voor Kunstgeschiedenis: 26689
- Union List of Artist Names: 500009268
- Virtual International Authority File: 95737615
- WorldCat: E39PBJfCqxYcqvXJvRw9mtWv73